# پروومایسکایا (باشقیرستان)
پروومایسکایا (انگلیسی: Pervomayskaya, Republic of Bashkortostan) یک شهرک در شهرستان ملئوزوفسکی استان باشقیرستان کشور روسیه است.